# Focky Focky No Pay
Focky Focky No Pay är Honey Is Cools debut-EP, utgiven 1995 på Sunspot Records.

## Låtlista
Alla låtar är skrivna av Karin Dreijer.
1. "Homecomings" - 5:34
2. "Below" - 2:44
3. "Georgia" - 5:57
4. "Breeding Bugs" - 4:21
5. "Another Round" - 6:13
6. "Tomato Light" - 6:47

## Personal
- Bengt Moberg - fotografi
- Håkan Hellström - trummor
- Johan Forsman - producent, mixning, inspelning
- John Jern - gitarr
- Karin Dreijer - gitarr, sång, målning ("bipojken")
- Paul Källman - synth
- Peter von Eccher - målning ("Hund" och "Strandmänniskor")
- Staffan Larsson - bas
- Torbjörn Samuelsson - mastering

### Fotnoter
1. ↑  ”Focky Focky No Pay”. Discogs.com. http://www.discogs.com/Honey-Is-Cool-Focky-Focky-No-Pay/release/1250027. Läst 15 januari 2012.